# Spanska inbördeskriget 1820–1823
Spanska inbördeskriget var ett inbördeskrig som utkämpades i Spanien åren 1820–1823. Kriget stod mellan spanska rojalister, stödda av franska trupper och spanska liberaler som gjort uppror mot kung Ferdinand VII. Kriget utlöstes av kungens vägran att acceptera den liberala författningen som utarbetats 1812. År 1820 ledde majoren Rafael del Riego upproriska trupper mot Madrid och störtade Ferdinand. Rojalistiska försök till en kontrarevolution misslyckades och endast när franska styrkor invaderade Spanien 1823 slogs revolten ned.

## Bakgrund
Inbördeskriget hade sin grund i motsättningar mellan konservativa krafter som ville återupprätta en absolut monarki och liberaler som ville se en konstitutionell spansk stat. Särskilt omtvistad var den spanska konstitution som infördes 1812, men som Kung Ferdinand VII hade försökt motarbeta sedan sin återkomst till tronen 1814. Bland annat hade kungen kommit överens med kyrkan om att återställa den form av absolutism som hade rått före hans abdikering 1808. De pågående krigen i de spanska kolonierna i Sydamerika, där Spanien inte var särskilt framgångsrikt, bidrog - tillsammans med låga löner och dåliga villkor för soldaterna - också till ett missnöje inom militären.